# Copa Jujuy 2018
La Copa Jujuy 2018 fue organizada por el Gobierno de la Provincia, contó con la participación de 46 equipos.
Fueron 8 equipos de cada una de las siguientes Ligas: Puneña, Jujeña, Departamental, del Ramal y Regional. (40 clubes).
Además lo harán: 1 equipo del Federal C 2018 (Racing Ojo de Agua La Quiaca); 3 del Federal B (Atlético Talleres, Soc. TyG, San Fco. Bancarios); 1 del Federal A (Altos Hornos Zapla) y 1 de la B Nacional (Gimnasia y Esgrima). Total: 6 equipos. Los cuales recibieron el nombre de “federados” al solo efecto de diferenciación para los sorteos del presente torneo.

## Equipos participantes
| Liga regional      | Equipo                       | En Torneos AFA     |
| ------------------ | ---------------------------- | ------------------ |
| Liga del Ramal     | Atlético San Pedro           | -                  |
| Liga del Ramal     | Atlético La Esperanza        | -                  |
| Liga del Ramal     | Atlético Providencia         | -                  |
| Liga del Ramal     | Sociedad de Tiro y Gimnasia  | Torneo Federal B   |
| Liga del Ramal     | Atlético El Polo             | -                  |
| Liga del Ramal     | Deportivo La Merced          | -                  |
| Liga del Ramal     | Independiente de San Pedro   | -                  |
| Liga del Ramal     | Deportivo Parapeti           | -                  |
| Liga del Ramal     | Río Grande de La Mendieta    | -                  |
| Liga Departamental | Pampa Blanca                 | -                  |
| Liga Departamental | Atlético El Carmen           | -                  |
| Liga Departamental | Atlético El Carril           | -                  |
| Liga Departamental | Deportivo Los Leones         | -                  |
| Liga Departamental | Monterrico San Vicente       | -                  |
| Liga Departamental | Juventud de Puesto Viejo     | -                  |
| Liga Departamental | Sportivo Rivadavia           | -                  |
| Liga Departamental | Santo Domingo                | -                  |
| Liga Jujeña        | Alto Juniors                 | -                  |
| Liga Jujeña        | Atlético Palpalá             | -                  |
| Liga Jujeña        | La Viña                      | -                  |
| Liga Jujeña        | Ciudad de Nieva              | -                  |
| Liga Jujeña        | Atlético Cuyaya              | -                  |
| Liga Jujeña        | Atlético Gorriti             | -                  |
| Liga Jujeña        | General Lavalle              | -                  |
| Liga Jujeña        | Gimnasia y Esgrima           | Primera B Nacional |
| Liga Jujeña        | Deportivo Luján              | -                  |
| Liga Jujeña        | Talleres de Perico           | Torneo Federal B   |
| Liga Jujeña        | Altos Hornos Zapla           | Torneo Federal A   |
| Liga Regional      | Herminio Arrieta             | -                  |
| Liga Regional      | Deportivo El Constructor     | -                  |
| Liga Regional      | Defensores de Yuto           | -                  |
| Liga Regional      | Defensores de Fraile Pintado | -                  |
| Liga Regional      | Atlético El Talar            | -                  |
| Liga Regional      | San Francisco Bancario       | Torneo Federal B   |
| Liga Regional      | Mitre de Calilegua           | -                  |
| Liga Regional      | Sportivo Alberdi             | -                  |
| Liga Regional      | Unión Calilegua              | -                  |
| Liga Puneña        | Argentino de La Quiaca       | -                  |
| Liga Puneña        | Deportivo Estibadores        | -                  |
| Liga Puneña        | Sportivo Gardelitos          | -                  |
| Liga Puneña        | Gimnasia y Tiro de Yavi      | -                  |
| Liga Puneña        | Inter                        | -                  |
| Liga Puneña        | Lavalle                      | -                  |
| Liga Puneña        | Deportivo Cangrejillos       | -                  |
| Liga Puneña        | Racing de Ojo de Agua        | Torneo Federal C   |
| Liga Puneña        | Santa Clara                  | -                  |

## Modo de disputa

### Fase preliminar
Por cada Liga, participarán ocho clubes numerados del 1 al 8 de acuerdo a su ubicación en las respectivas tablas de posiciones del campeonato 2017.
Los 46 equipos participantes deberán presentar en sus Ligas de origen una lista de buena fe de 40 jugadores, hasta 72 horas antes al inicio de la Copa.
El certamen se desarrollará de la siguiente manera:
En la Fase Preliminar (Primera y Segunda Etapa) se enfrentarán a dos partidos (ida y vuelta) de 90 minutos, divididos en dos tiempos de 45 minutos de cada uno. No habrá alargue y en caso de empate, se definirá por penales de acuerdo a la reglamentación vigente. La localía se definirá oportunamente por las ligas de origen.

### Fase final
Octavo de final, será un solo partido definitorio, en esta etapa inician su participación los clubes “federados”, teniendo en cuenta que serán siempre visitante, con el fin de permitir que los aficionados de lugares alejados tengan la oportunidad de ver en acción a clubes que militan en categorías superiores con el objetivo de fomentar la práctica de deporte en los niños y jóvenes (a semejanza de la Copa del Rey en España).
El Gobierno de la Provincia de Jujuy, como organizador, dispondrá una ambulancia en cada uno de los partidos, y a través de la Policía de la Provincia se hará cargo de la seguridad en los estadios. Los gastos de traslado de los equipos y de las ternas arbitrales, estará a cargo de los Municipios dónde se jueguen los partidos, en caso de que exista un Municipio que no cuente con movilidad, correrá con dicha responsabilidad el Gobierno de la Pcia.
A fin de incentivar a los equipos participantes y a modo de ayuda económica, la recaudación de los partidos será divida entre ambos clubes, deduciendo únicamente los gastos de porteros, boleteros y porcentaje de Liga.
Los premios que se otorguen en el presente torneo será informados oportunamente.
Con el objeto de no alterar el calendario de cada Liga, los encuentros se jugarán los días miércoles, en caso de suspensión por cuestiones climáticas u organizativas se jugara el día siguiente.

## Desarrollo de la Copa Jujuy

### Fase preliminar
Los partidos de esta instancia se jugarán entre clubes de la misma Liga, por lo tanto se determinará en que estadios se jueguen. Participan las siguientes Ligas.: Puneña, Jujeña, Departamental, del Ramal y Regional.
- Primera Etapa:

Partido 1: Equipo 1 vs. Equipo 2 (ida y vuelta)
Partido 2: Equipo 3 vs. Equipo 4 (ida y vuelta)
Partido 3: Equipo 5 vs. Equipo 6 (ida y vuelta)
Partido 4: Equipo 7 vs. Equipo 8 (ida y vuelta)
- El mejor clasificado de acuerdo a la tabla general 2017 será visitante en el primer partido.

- Los cuatro ganadores pasarán a la siguiente instancia.

- Segunda Etapa:

Partido 5: Ganador Partido 1 vs. Ganador Partido 2 (ida y vuelta)
Partido 6: Ganador Partido 3 vs. Ganador partido 4 (ida y vuelta)
- El mejor clasificado de acuerdo a la tabla general 2017 será visitante en el primer partido.

### Octavos de final
Esta fase la disputaron los 16 ganadores de los dieciseisavos de final. Entre el 15 de agosto y el 7 de octubre se enfrentaron a partido único y clasificaron 8 a los cuartos de final.
| Fecha            | Estadio              | Equipo 1               | Resultado     | Equipo 2                  |
| ---------------- | -------------------- | ---------------------- | ------------- | ------------------------- |
| 15 de agosto     | La Quiaca            | Sportivo Santa Clara   | 0 - 1         | Gimnasia y Esgrima (J)    |
| 19 de agosto     | Yuto                 | Defensores del Yuto    | 0 - 1         | Altos Hornos Zapla)       |
| 23 de agosto     | Doctor Plinio Zabala | Atlético San Pedro     | (4) 3 - 3 (2) | Talleres (P)              |
| 23 de septiembre | Calilegua            | Unión Calilegua        | (3) 0 - 0 (5) | Atlético Cuyaya           |
| 30 de septiembre | La Mendieta          | Club General Lavalle   | 0 - 2         | Río Grande de La Mendieta |
| 7 de octubre     | El Carmen            | Atlético El Carmen     | 8 - 0         | Racing Ojo de Agua        |
| 7 de octubre     | Antonio Berruezo     | Monterrico San Vicente | 1 - 0         | Atlético San Pedro        |
| 3 de octubre     | --                   |                        | 8             |                           |

### Cuartos de final
Esta fase la disputaron los 8 ganadores de los octavos de final. Entre el 15 de octubre y el 28 de octubre se enfrentaron a partido único y clasificaron 4 a las semifinales.
| Fecha         | Estadio          | Equipo 1                  | Resultado     | Equipo 2                    |
| ------------- | ---------------- | ------------------------- | ------------- | --------------------------- |
| 15 de octubre | 23 de Agosto     | Atlético El Carmen        | 1 - 0         | Gimnasia y Esgrima (J)      |
| 17 de octubre | La Mendieta      | Río Grande de La Mendieta | 1 - 2         | Altos Hornos Zapla)         |
| 21 de octubre | San Pedro (J)    | Atlético San Pedro        | (3) 0 - 0 (4) | Atlético Cuyaya             |
| 28 de octubre | Antonio Berruezo | Monterrico San Vicente    | 2 - 1         | Asociación Atlética La Viña |

### Semifinales
Esta fase la disputaron los 4 ganadores de los cuartos de final, que el 4 y el 9 de noviembre se enfrentaron a partido único, para definir los 2 equipos que pasaron a la final.
| Fecha          | Estadio           | Equipo 1           | Resultado     | Equipo 2               |
| -------------- | ----------------- | ------------------ | ------------- | ---------------------- |
| 4 de noviembre | Estadio El Carmen | Atlético El Carmen | (4) 2 - 2 (3) | Monterrico San Vicente |
| 9 de noviembre | La Tablada        | Altos Hornos Zapla | (1) 1 - 1 (4) | Atlético Cuyaya        |

### Final
La final la disputaron los 2 ganadores de las semifinales. Se enfrentaron a partido único y el ganador se consagró campeón. Además obtuvo como tal el derecho a participar en la Copa Regional Amateur, siempre y cuando no se encuentre clasificado previamente, en cuyo caso su plaza será ocupada por el otro finalista.
| Fecha           | Estadio       | Equipo 1           | Resultado     | Equipo 2        |
| --------------- | ------------- | ------------------ | ------------- | --------------- |
| 19 de noviembre | San Pedro (J) | Atlético El Carmen | (3) 2 - 2 (5) | Atlético Cuyaya |

| Campeón Atlético Cuyaya |